# 斯特凡·卡龙
斯特凡·卡龙（法語：Stéphan Caron，1966年7月1日—），法国男子游泳运动员，主攻自由泳。他曾代表法国参加1984年、1988年和1992年夏季奥林匹克运动会游泳比赛，共获得二枚铜牌。